# Caraiman, Dondușeni
Caraiman este un sat din cadrul comunei Frasin din Raionul Dondușeni, Republica Moldova.

## Demografie

### Structura etnică
Conform recensământului populației din 2004, satul avea 65 de locuitori: 40 de ucraineni, 24 de moldoveni/români și 1 rus.